# Mobile Suit Gundam: Target in Sight
Mobile Suit Gundam: Target in Sight (機動戦士ガンダム Target in Sight, Kidō Senshi Gandamu Target in Sight), intitulé aux États-Unis Mobile Suit Gundam: Crossfire, est un jeu vidéo d'action développé par BEC et édité par Namco Bandai Games en novembre 2006 sur PlayStation 3. C'est une adaptation en jeu vidéo de la série basée sur l'anime Mobile Suit Gundam,.